# Prosper Moerman
Prosper Alphonse Moerman (Ieper, 22 maart 1848 – 27 december 1902) was een Belgisch componist, muziekpedagoog, dirigent en pianist. Hij was een van 16 kinderen van de componist, leraar en organist Pieter Moerman (1818-1907) en Melanie Virginie Maertens; ook zijn broers Jules Moerman (1841-1901), Gustaf Moerman (1842-1905) en Hendrik Moerman (1861-1940) waren in het muziekleven in en om Ieper bezig.

## Levensloop
Net als zijn broers kreeg ook Prosper Moerman de eerste muziekles van zijn vader, maar ook in maatschappij De Vlaamsche Ster in Ieper. Op 12 januari 1873 begeleidde hij het door zijn broer Gustaf gedirigeerde koor van de zangvereniging "Lyre Ouvrière" aan de piano in de Stads-Toneelzaal tijdens een vocaal en instrumentaal concert samen met de zanger De Cuyper. In 1873 werd hij dirigent van de muziekvereniging van Reninge.
Moerman bewerkte talrijke klassieke werken voor blaasorkest (Fantaisie, selecties, Polka "Le p'tit bleu" enz.) en componeerde onder anderen een Air variée voor tuba en harmonie- of fanfareorkest (of piano).